# (9196) Sukagawa
(9196) Sukagawa est un astéroïde de la ceinture principale.

## Description
(9196) Sukagawa est un astéroïde de la ceinture principale. Il fut découvert le 27 novembre 1992 à Geisei par Tsutomu Seki. Il présente une orbite caractérisée par un demi-grand axe de 2,21 UA, une excentricité de 0,07 et une inclinaison de 3,4° par rapport à l'écliptique.

## Compléments